# Innervillgraten
Innervillgraten est une commune dans le District de Lienz dans le Tyrol en Autriche.
Innervillgraten est considérée comme une des communes les plus périphériques du massif alpin. Jusqu'à nos jours, il n'y a pas de tourisme de masse à Innervillgraten.

## Source
- (de) Cet article est partiellement ou en totalité issu de l’article de Wikipédia en allemand intitulé « Innervillgraten » (voir la liste des auteurs).

1. ↑  « Einwohnerzahl 1.1.2018 nach Gemeinden mit Status, Gebietsstand 1.1.2018 », Statistik Austria (en) (consulté le 9 mars 2019)